# Farmacologia
La farmacologia è la branca delle scienze biomediche che studia i farmaci e come essi interagiscano con gli organismi viventi (uomini e animali). La farmacologia è dunque vicina:
- alla fisiologia, in quanto si occupa dei mezzi chimici che modificano le funzioni fisiologiche,
- alla patologia generale, in quanto capace di interpretare le cause che stanno alla base delle variazioni patologiche,
- alla biochimica, alla biologia cellulare e alla biologia molecolare, in quanto utilizza metodiche di queste discipline e mette a disposizione strumenti capaci d'influire sui diversi processi biologici che caratterizzano la vita della cellula.

Rappresenta dunque il ponte tra la ricerca di base e la clinica, in quanto fornisce i più importanti strumenti terapeutici e, spesso, attraverso di essi, anche una chiave diagnostica e interpretativa delle patologie più complesse.

## Etimologia
Il termine farmacologia venne coniato nel 1721 e deriva dal greco antico: φάρμακον?, phármakon, "rimedio" e λόγος, lógos, "discorso".

## Suddivisione
Sono branche della farmacologia:
- la farmacologia generale che analizza i meccanismi generali alla base dell'azione dei farmaci e che a sua volta si suddivide in:
  - la farmacocinetica, che studia i processi cui il farmaco è sottoposto dall'organismo dalla sua assunzione alla sua eliminazione,
  - la farmacodinamica, che studia come una molecola produca un effetto su un organismo;
- la farmacologia cellulare e molecolare, che studia la natura/struttura delle molecole presenti nell'organismo con cui interagiscono i farmaci e/o gli eventi molecolari e cellulari alla base degli effetti sistemici dei farmaci;
- la farmacognosia, che studia le medicine e le droghe di origine naturale, ovvero caratterizza e cataloga le fonti botaniche e animali dei farmaci, le caratteristiche dei farmaci allo stato naturale, le metodologie per identificare, isolare e quantificare i principi attivi nelle forme naturali e studiarne le proprietà farmacologiche, ed infine i criteri per distinguere le fonti naturali originali da quelle false;
- la farmacologia clinica, che studia l'efficacia terapeutica e la sicurezza d'uso di un farmaco nell'uomo e la metodologia sperimentale più adatta per rilevarle;
- la farmacoeconomia, che studia il rapporto costo-benefici e la sostenibilità economica di un nuovo farmaco;
- la farmacogenetica, che studia la risposta ai farmaci nelle diverse popolazioni e nei singoli individui e identifica i motivi genetici di tali diversità;
- la farmacogenomica, che studia come farmaci e tossici modifichino l'espressione di geni e proteine in un dato tessuto od organismo e come ciò si possa collegare a un beneficio terapeutico. Studia inoltre nuovi potenziali bersagli terapeutici avvalendosi delle conoscenze e delle tecnologie derivate dallo studio del genoma e dell'RNA;
- la farmacovigilanza o farmacosorveglianza, che monitora i farmaci in commercio per individuarne eventuali effetti collaterali non registrati durante la fase di sperimentazione;
- la tossicologia, che studia gli effetti dannosi su uomo, animali e piante di sostanze esogene, come farmaci, prodotti naturali, contaminanti, additivi e fitofarmaci.

Si è da poco creata una nuova branca, la farmacologia di genere che che evidenzia e definisce differenze di efficacia e sicurezza dei farmaci in funzione del genere, eventualmente esistenti tra uomini e donne, includendo anche le differenze derivanti dalla complessità della vita riproduttiva della donna (gravidanza, allattamento, ecc.) nonché, nella donna fertile, del ciclo mensile.

## Formazione scientifica
La farmacologia viene studiata prevalentemente nei corsi di laurea di medicina, farmacia e CTF, dove rappresenta una delle discipline fondamentali del bagaglio scientifico, nonché materia professionalizzante.

## Riconoscimento professionale
Nel 2015, l'European Federation of Pharmacological Societies (EPHAR) ha varato la Certificazione Europea dei Farmacologi (European Certified Pharmacologist, EuCP), un sistema per l’autenticazione di standard di formazione, abilità, esperienza e posizione professionale per singoli farmacologi o scienziati che lavorano nel campo della farmacologia in Paesi dell’Unione europea.
Individui così qualificati possono ottenere il riconoscimento come Farmacologi Europei Certificati. Il programma, alla stregua nell’analoga piattaforma certificativa per Tossicologi Europei, prevede l’adesione di singoli individui alle linee guida approvate dalle Società Farmacologiche nazionali che descrivono i requisiti e le procedure formali per la certificazione e ri-certificazione, nonché i campi di conoscenza ed esperienza teorici e pratici che sono rilevanti per l’idoneità a tale certificazione.
Negli Stati Uniti invece è l'American Board of Clinical Pharmacology che certifica i farmacologi clinici.

## Farmacisti, medici, scienziati e farmacologi famosi
- Alexander Fleming
- Alfred Goodman Gilman
- Antoine Parmentier
- Claudio Galeno
- Daniel Bovet
- David Jack (Scienziato)
- Dioscoride Pedanio
- Ernst Boris Chain

- Federico Nitti
- Gian Luigi Gessa
- Giuseppe Brotzu
- Karl Wilhelm Scheele
- Lewis B. Sheiner
- Paul Ehrlich
- Stuart L. Beal
- Tu Youyou
- Vittorio Erspamer

## Riviste di farmacologia
- Annual Review of Pharmacology and Toxicology
- British Journal of Pharmacology
- Pharmacology & Therapeutics
- Biomedical and Pharmacology Journal (BPJ)
- National journal of physiology pharmacy and pharmacology
- Pharmacy and pharmacology international journal
- Journal of Pharmacology and Pharmacotherapeutics
- Trends in Pharmacological Sciences (TIPS)
- Pharmacology Biochemistry & Behavior
- PharmAdvances